# Сан-Рафаэль (Мендоса)
Сан-Рафаэль (исп. San Rafael) — город в центре провинции Мендоса (Аргентина), административный центр и самый крупный город департамента Сан-Рафаэль. Население города по данным на 2001 год составляет 106 386 человек, поэтому Сан-Рафаэль — самый густонаселённый город одноимённого департамента (население которого по данным на 2011 год составляет 173 571 человек). Телефонный код города — +54 (код Аргентины) 02627.
Сан-Рафаэль был основан 2 апреля 1805 года. В настоящий момент мэром города является Роберто Феликс Эмир.

## Физико-географическая характеристика
Центр города Сан-Рафаэль расположен на 34 градусах, 37 угловых минутах и 3 угловых секундах южной широты и 68 градусах, 20 угловых минутах и 8 угловых секундах западной долготы. Высота над уровнем моря равна 650 метрам. Как и вся Аргентина, Сан-Рафаэль круглый год использует часовой пояс UTC−3. Средняя годовая температура в городе — 14,8 °C.

## Демография
Численность населения города Сан-Рафаэль за 21 год (с 1980 до 2001 года) увеличилась примерно на 35 тысяч человек.
| Вид данных | Год  | Численность населения |
| ---------- | ---- | --------------------- |
| Перепись   | 1980 | 70 959 человек        |
| Перепись   | 1991 | 94 651 человек        |
| Перепись   | 2001 | 106 386 человек       |

## Транспорт
Международный аэропорт Сан-Рафаэля

## Города-побратимы
- Альмерия (исп. Almería), Испания (2006)